# Outresable
Outresable (titre original : Sand) est un roman de science-fiction post-apocalyptique écrit par Hugh Howey et paru en 2014. Le roman est composé de cinq parties parues séparément en 2013 et 2014. 
En 2022, l'auteur publie une suite, Outredune (titre original : Across the Sand).

## Résumé
L'action se déroule plusieurs centaines d'années après un cataclysme oublié, dans l'Ouest américain. Le monde est recouvert de sable sur des profondeurs de plusieurs centaines de mètres voire des kilomètres. La surface de dunes désertiques est balayée par des vents. Des petites villes subsistent en surface, on en connaît deux : Springston et Low Pub. La population y vit misérablement. Seule une élite de « plongeurs » descend dans les sables pour aller chercher à des centaines de mètres de profondeur les restes de la civilisation disparue pour alimenter en divers matériaux les habitants de la surface.
Ces « plongeurs » sont équipés de vieilles combinaisons high-tech, engendrant des vibrations qui permettent de rendre fluide le sable et de plonger dans les dunes comme dans de l'eau. Les plongeurs les plus expérimentés peuvent aussi utiliser ces vibrations pour modeler le sable à volonté.
À part ces combinaisons de plus en plus vétustes, toute technologie a disparu. Le sable a recouvert toute trace de civilisation, de végétation et d'eau libre. Les seuls matériaux disponibles sont ceux que remontent les plongeurs à la surface.

## Principaux personnages
- Palmer, est un plongeur des sables, travaillant pour lui même ou à la commande, il est convoqué avec son ami Hap par un certain Brock, chef-pirate local. Brock organise un plongée pour trouver la mythique ville de Danver dont les « gratte-sol » sont enfouis sous plus de 500 mètres de sable, profondeur que les plongeurs ne peuvent atteindre.
- Conner est le jeune frère de Palmer, il est âge de dix-huit ans et est resté avec Rob, son frère cadet à Springston, cité en ruine protégée des vents de sable par un gigantesque mur menaçant de s'effondrer sous la pression des dunes. Conner a échoué à l'examen de plongeur, son but est de quitter Springston pour partir à l'Ouest dans le No Man's Land à la recherche de son père qui y est disparu bien des années plus tôt.
- Vic, sœur aînée de Palmer, Conner et Rob, est une plongeuse hors pair, avec sa maîtrise de la respiration, sa technicité et ses secrets technologiques, elle est la seule à pouvoir descendre à plus de trois cent mètres.
- Rose, mère de Vic, Palmer, Conner et Rob, au départ de son mari qui a fui dans le No Man's Land, est devenue tenancière du « Puit à Miel », le bordel de Springston.
- Marco, compagnon de Vic, accompagne Vic sur les sites de plongée, mais il ne plonge pas lui-même.

## Éditions
- Sand, CreateSpace, 4 juin 2014, 326 p.  (ISBN 978-1-4949-0448-7)
- Outresable, Actes Sud, coll. « Exofictions », 2 janvier 2019, trad. Thierry Arson, 400 p.  (ISBN 978-2-330-11791-7)
- Outresable, Actes Sud, coll. « Babel » no 1726, 6 janvier 2021, trad. Thierry Arson, 400 p.  (ISBN 978-2-330-14324-4)
- Outresable, Le Livre de poche, coll. « Science-fiction » no 36539, 1er juin 2022, trad. Thierry Arson, 576 p.  (ISBN 978-2-253-10345-5)